# 開羅—開普敦高速公路
开罗–开普敦高速公路是非洲横贯公路网4号公路，是联合国非洲经济委员会（非洲经委会），非洲开发银行（ADB），非洲联盟正在开发中的洲际公路。这条路线有10228公里的长度。
从开普敦建设公路前往开罗的第一次尝试是在1924年。